# おすそわける メイド イン ワリオ
『おすそわける メイド イン ワリオ』（英：WarioWare: Get It Together!） は、2021年9月10日に任天堂から発売されたNintendo  Switch用ゲームソフトである。

## 概要
2021年6月16日、『Nintendo Direct E3 2021』で本作の発売が発表された。
本作ではゲーム画面上のキャラクターを操作してプチゲームをクリアする。各キャラクターごとに独自のアクションがあり、同じプチゲームでも使用キャラクターによってクリア方法や難易度も自ずと変化する。Joy-conのおすそわけでシリーズ初となる2人同時プレイも可能。またシリーズ初となるオンラインにも対応している。
前作の『メイド イン ワリオ ゴージャス』に引き続きキャラクターがボイスで喋るようになっているが、前作と違ってフルボイスではなく、かけ声や部分的な台詞をボイスで喋る程度になっている。また、一部のムービーは実写が使われている。担当声優は『メイド イン ワリオ ゴージャス』からの引き継ぎとなる。また、メイド イン ワリオシリーズにおいて本作がチャールズ・マーティネー演じる最後の英語版のワリオ役となった。
ゲームモードはメインとなるストーリーモードのほか、遊んだことのあるプチゲームを確認・練習できるずかん、サブゲームや対戦ゲーム集となるバラエティ、操作キャラクターごとの操作確認や育成を行うキャラクター、特殊な条件下でプチゲームをプレイし結果をNintendo Switch Onlineでのランキングで競うワリオカップといったモードが存在。
初期状態ではストーリーモードのみ選択できる状態だが、進行させていく事で他のモードが解禁され、遊ぶことができるようになる。

## ストーリー
本作のメインとなるゲームモード。従来シリーズを踏襲する形で次々出題されるプチゲームに挑戦し、ステージクリアを目指す。
本作では各ステージ挑戦前に参加キャラクターを3～5人選択して挑戦する形が基本となっており、プチゲームごとに参加キャラの中からランダムに操作キャラが選ばれ切り替わっていく。
また各ステージに対してステージ担当キャラクターが設定されており、一度クリアするまでは必ず担当キャラが参加しなければならないほか、ボスゲームは必ず担当キャラを操作して挑戦する事となる。一度クリアすると担当キャラが仲間となって他のステージでも参加可能になるほか、担当キャラを外してのステージ挑戦が可能となり、ボスゲームの操作キャラも参加キャラからランダムに選ばれるようになる。
また全キャラクターが仲間になると、参加キャラ人数設定時に全ての操作可能キャラが参加キャラとなるぜんいんを選択することが可能。

### あらすじ
新しいゲームを開発したワリオカンパニー社長・ワリオとその仲間たち。ところが早速プレイしようとしたその時、突然ゲームが暴走してワリオたちを吸い込んでしまった。元の世界へ戻るにはプチゲームをクリアしなければならないらしい。はたして、ワリオたちは元の世界へ帰れるのだろうか?

## 登場キャラクター

### 操作可能キャラクター
一部のキャラには1P専用・2P専用で操作するプレイヤーが設定されており、2P専用のキャラを1Pで操作することは基本的にできないようになっている（その逆も同様）。バラエティモードでは2P専用のキャラを動かせる。
ワリオ
最初から使用可能。ワリオカンパニーで新しく開発したゲームが起動できず放り投げた結果、ゲームが暴走しバグを生み出し、他のメンバーと共にゲーム中の世界へ吸い込まれてしまう。
アクションはジェットパックを背負って浮遊移動し、向いている方向にショルダータックルする。
ストーリーモードでは宇宙から降ってきたワリオの鼻型隕石が落ちてきたことに気づかずゲームを始める。
ヤング・クリケット
エイティーンボルトと共にワリオと合流して協力する。アクションはカンフーで、浮遊が出来ない代わりにジャンプ力がかなり高い。
エイティーンボルト
クリケットと共にワリオと合流して協力する。アクションはCD投げで、狙いを定めて好きな方向に投げられる代わりに自力で移動ができない。移動が必要なプチゲーム中は画面内に黄色のリングが出現し、そこに向けてCDを当てるとリングのある場所に移動する。
モナ
空飛ぶホバーバイクに乗って縦横無尽に移動し、アクションはブーメランで、ブーメラン使用時はその場に留まり、ブーメランの動きを操作可能。
ストーリーモードではバイトに行っている間に留守番をしていたモナーズによって散らかった部屋を見て掃除させるも、翌日に再び散らかされたため仕方なく自分で掃除することになる。
ドリブル(1P)&スピッツ(2P)
アクションはバズーカであり、ドリブルは右に、スピッツは左に向けて放つ。
ストーリーモードでは「惑星ツアー」を務め、宇宙人を客として乗せ、ツアーを楽しませる。
Dr.クライゴア
今作では『初代』と同じデザイン。アクションは空中遊泳で、浮き輪を付けて向いている方向に突進する。
ストーリーモードでは相手をほめる「ホメホメロボット」を開発するも、自分のダンスをほめられなかったため作り直す。
ナインボルト
アクションはヨーヨーを上に向けて投げる。スケボーで自動的に左右に移動し、ヨーヨー使用時はその場に留まる。段差を乗り越えるような移動が必要なプチゲーム中はエイティーンボルトと同じく黄色のリングにヨーヨーを当てることで移動する。
ストーリーモードでは新しく買ったゲームをファイブワットに内緒で夜中でプレイする。
マイク
アクションは音符を上に飛ばす。浮遊が出来る。
相変わらず音痴だが、クライゴアが作ったホメホメロボットにほめられるシーンがある。
カット(1P)&アナ(2P)
双方共に飛び跳ね続けながら移動する。アクションは手裏剣であり、カットは右に、アナは左に向けて放つ。
ストーリーモードでは「イナカド村」で襲う動物の暴走を食い止めるべく、謎の忍者レオに挑む。
ジミー・T.
アクションはダンスで、向いている方向に勢いよく飛び出す。
ストーリーモードではルールー、クリケット、マンティスと共にジョーのクラブでマッスル体操を始める。
アシュリー
アクションは魔法で、ほうきに乗って自由自在に飛び回って、魔法を放つ。
ストーリーモードでは空腹のあまりにレッドを食べ物と見間違えるが、突然現れたマンドラゴラの怪物を食べ物に変える。
オービュロン
アクションはUFO。下から出すビームで物を吸い込んだり動かしたりする。障害物も吸い込む事が可能。
ストーリーモードでは地球侵略のために様々な場所から宝を盗む（ただし、ワリオの家の宝は怖すぎた故か、盗まなかった）。
ファイブワット
アクションは幽体離脱で、移動した場所へ本体を瞬間移動できる。攻撃時は怒った顔になる。ただし、障害物を移動する事が出来ない。

### 隠しキャラクター
レッド
単独としては初となるプレイキャラクター。アクションは移動しボムを下に落とすことが出来る。
マスター・マンティス
単独としては初となるプレイキャラクター。性能はクリケットと同様だが、ジャンプで天井に張り付くことが出来る。
ルールー
本作ではワリオと和解したようでワリオカンパニーの社員となり、プレイキャラクターとして登場。アクションはリボンでプロペラのように飛び、下方向にヒップアタックができる。移動が遅いのが弱点。
ペニー
現実世界でジェットタンク1号を完成させたところ、祖父のクライゴアの知らせを聞いてゲームの世界へ向かう。アクションは水を出して攻撃し、その反動で出した方向と逆方向に移動する。水流でプチゲーム内の物を動かしたり炎を消すことも出来る。
ピョロ
本作のラストボス。ダイヤモンドシティの大ヒットゲーム『Pyoro』の主人公。レッド、マンティス、ルールーを拐った張本人である。プレイキャラで唯一喋らず、レッドに通訳させている。ちょっと遊びに来たという理由でゲームの中に入り込み、巨大化した。
アクションはメイド イン ワリオに収録されたサブゲームのPyoroと同じく、壁や天井で反射するベロを伸ばす。段差を乗り越えるような移動が必要なプチゲーム中はエイティーンボルト・ナインボルトと同じく黄色のリングにベロを当てることで移動する。

### ゲストキャラクター
ドク、ケビン、リチャード、アダム、ザック、トーマス、ふるかわ、チャンク
宇宙でワリオの鼻型隕石を目撃した研究者たち。元ネタは『リズム天国 ザ・ベスト＋』の「通訳者」に出てきたキャラクター。
モナーズ
モナの留守中に部屋を散らかしてしまい掃除するも、翌日にまた散らかしてしまう。
しゃぎぃ
キャラチェンファイトに登場する。
クリナ
前作ではクライゴアに捨てられていたが、現在は修理されクライゴアの助手を務めている。
ストーリーモードにおいてもクライゴアや現実世界にてペニーの助手として務めているシーンがある。
サーティーンアンプ
高校生ラッパーで、エインティーンボルトのライバル。本作ではエイティーンボルトと共に学校帰りにナインボルトを見送るなど友好的な関係となっている。
レオ
謎の忍者。動物を操ったり、ライオンに変身したりする。
ジョー
クラブの店長。
ゲームバグ
ワリオが開発したゲームの中にいたバグたち。
バグワリオ
ワリオのナンデモアリステージを乗っ取った黒幕であり、大量のピンク色のゲームバグにワリオが囲まれ、変身した姿。魔王や前作に登場した「ワリオデラックス」を彷彿とさせる姿をしており、直後に顔と手だけの姿に変貌した。
ゲームをつかさどるもの
ワリオと同じ鼻・ヒゲを持つゲームの世界の神様。穏やかで礼儀正しい。急に増えたというバグを綺麗にしてもらうため、ワリオたちをゲームの世界に吸い込んだ張本人。
コトブキさん、ワンのすけ
フードファイター試験の門番とルールーの友達の犬。オービュロンによって他の宝もろとも吸い込まれてしまう。
ジミーパパ、ジミーママ、ジェイミー、ジェームス
ジミーの家族。ギャラリーのみ登場。

## バラエティ
プチゲームを使った対戦ゲームや、オリジナルのサブゲームを遊べる。
- リフティングじんせい（1〜4人）
- スーパーワリオカンパニー（1〜4人）
- エンエンエンドレスファイト！（1人）
- ファイブカウントバレーボール（1〜4人）
- いきのこりバトル（2人）
- がんばりバトル（2人）
- ふうせんパーン（2〜4人）
- さんかくテリトリー（2〜4人）
- ゲームパック パニック（2〜4人）
- キャラチェンファイト！（2〜4人）

## キャラクター
各キャラクターの操作練習、「さしいれショップ」でさしいれの購入（プチゲームのクリアで入手できるコインで購入）、「プレイデータ」でキャラクターごとの成績を確認できる。
さしいれには各キャラクターによって好みがあり、レベルアップの度合いが増減する。レベルが上がるとキャラクターのカラーリングやボイスを変えられたり、ギャラリーの閲覧などができる。

## ワリオカップ
毎周火曜日更新。毎週変わる条件によるプチゲームに挑戦する。スコアアタック・タイムアタック形式があり、オンラインで世界ランキングに挑戦できる。過去の内容も「いままでの ワリオカップ」で挑戦できる。2022年9月6日で一周し更新終了。